# 애비워드
애비워드(AbiWord)는 자유 워드 프로세서이다. "열리다"를 뜻하는 스페인어 "abierto"에서 이름을 따왔다. 이 소프트웨어는 리눅스, 맥 오에스 텐 (파워PC), 마이크로소프트 윈도우 등에서 사용할 수 있다.
애비워드는 원래 소스기어 코퍼레이션의 오피스 슈트 "애비슈트"(AbiSuite)의 하나로 시작했으나 소스기어가 다른 사업으로 관심을 돌리면서 현재는 자원한 개발자들이 프로젝트를 꾸려나가고 있다. 애비워드는 오피스 애플리케이션 모음인 그놈 오피스의 일부이다.

## 기능
애비워드의 시스템 요구 사항은 높지 않다. 워드패드와 같이 목록, 들여쓰기, 글자 형식 같은 기본적인 기능부터 표, 스타일, 머리글과 바닥글, 템플릿, 여러 문서 보기, 페이지 컬럼과 맞춤법 확인 기능이 있다. 애비워드의 프레젠테이션 보기를 하면 전체 화면으로 문서를 표시해주나 이미지 앵커, 페이지 스타일, 단락 경계선 설정, 문서 내 그림 편집 기능 같은 좀 더 세밀한 기능은 제공하지 않는다.

## 같이 보기
- 자유-오픈 소스 소프트웨어 패키지 목록
- 워드 프로세서 목록